# Michael Sundin
Michael Sundin (1 de março de 1961 – 23 de julho de 1989) foi um apresentador de televisão, ator, dançarino e trampolinista inglês. Ele foi apresentador do programa infantil da BBC Blue Peter em 77 episódios entre 1984 e 1985.

## Início da vida e carreira
Michael Sundin nasceu em Low Fell, Gateshead, Tyne and Wear. Seus pais eram Alan e Joyce Sundin, e ele tinha um irmão chamado David.
Depois de ganhar cinco títulos britânicos e um título mundial em torneios britânicos e mundiais de trampolim, ele entrou no show business em 1980, quando apareceu na pantomima Jack and the Beanstalk, com Barbara Windsor. Sundin fez várias aparições na televisão e no teatro, tanto como ator quanto como dançarino, o que o levou a uma longa carreira no musical Cats, produzido por Cameron Mackintosh, no qual interpretou Bill Bailey em sua temporada no West End de 1982 a 1983. Ele também apareceu em o vídeo de I'll Tumble 4 Ya do Culture Club de 1982.
Em 1984, ele começou a ensaiar o personagem Tik-Tok para o filme de Walt Disney Return to Oz, e isso foi coberto pelo programa de longa data da revista infantil da BBC, Blue Peter. Sundin impressionou o editor, Biddy Baxter, e foi convidado para fazer um teste para a vaga de apresentador deixada por Peter Duncan; um dos itens da audição era entrevistar alguém em uma cama elástica, e ele apresentou seu primeiro programa em 13 de setembro de 1984.
Depois de liderar 77 episódios, os editores e a equipe de produção de Blue Peter decidiram não renovar o contrato de Sundin após as férias de verão, porque sentiram que ele tinha pouco relacionamento com os telespectadores e foi alegado pelo editor que alguns pais e filhos reclamaram de sua efeminação. No entanto, houve rumores de que a cobertura da imprensa sobre ele como homem gay também foi um fator. Ele apresentou seu último show em 24 de junho de 1985. Sundin ficou muito descontente com esta decisão, e deixou seus sentimentos conhecidos na imprensa tablóide. Quatro meses depois, ocorreu uma resposta por meio da impressão de fotos de Sundin dançando com um stripper em Londres.
Em 2007, o ex-editor do Blue Peter Biddy Baxter foi entrevistado pelo jornalista Mark Lawson, transmitido como parte da semana de programas da BBC Four 's Children's TV on Trial. Pela primeira vez na televisão, Baxter foi confrontado sobre a saída de Sundin. Na entrevista, Baxter culpou a imprensa pela cobertura imprecisa da demissão de Sundin do programa por causa de sua sexualidade. Em documentários e programas anteriores, Baxter evitou abordar questões sobre o envolvimento de Sundin no programa. Na entrevista ela negou que ele tenha sido demitido por causa de sua sexualidade e disse que “Foi ele quem saiu do programa porque as crianças não gostavam dele - nada a ver com suas tendências sexuais”.
Sundin posteriormente apareceu no filme Lionheart (1987), no qual foi incorretamente creditado como 'Michel Sundin'. De 1987 a 1988, ele participou de uma turnê teatral no Reino Unido de Seven Brides for Seven Brothers e de uma turnê japonesa/australiana de Starlight Express.
Uma de suas últimas aparições públicas foi como dançarino no vídeo de Rick Astley, She Wants to Dance with Me (1988).

## Morte
Em 1988, Sundin adoeceu. Aos 28 anos, ele morreu no Newcastle General Hospital, Newcastle upon Tyne. O jornal The Times noticiou (em 26 de julho de 1989) que ele havia morrido de câncer no fígado. Mais tarde, foi relatado que ele morreu de uma doença relacionada à AIDS. Ele foi o primeiro ex-apresentador do Blue Peter a morrer.

## Filmografia
| Ano       | Título                                 | Personagem                    | Notas                           |
| --------- | -------------------------------------- | ----------------------------- | ------------------------------- |
| 1983      | Forever Young                          | Peter                         |                                 |
| 1983      | The Cleopatras                         | Dançarino                     | Episódio: "35 BC"               |
| 1984–1985 | Blue Peter                             | Apresentador                  | Papel recorrente (77 episódios) |
| 1984      | Danger: Marmalade at Work              | Billy                         | Episódio: "Shame"               |
| 1985      | Return to Oz                           | Tik-Tok (Intérprete de terno) |                                 |
| 1985      | The Walt Disney Comedy and Magic Revue | Tik-Tok (Intérprete de terno) | Arquivo de filmagem             |
| 1985      | The Saturday Picture Show              | Ele mesmo                     |                                 |
| 1985      | Dreamchild                             | March Hare                    |                                 |
| 1986      | Artists and Models                     | Modelo                        | Episódio: "Men and Wild Horses" |
| 1987      | Lionheart                              | Bertram                       |                                 |